# Kahn (Familienname)
Kahn ist ein deutscher und jüdischer Familienname.

## Herkunft und Bedeutung
Der jüdische Name geht auf die Bezeichnung einer Gruppierung mit priesterlichen Funktionen im Judentum zurück, siehe Kohanim; zu Varianten, siehe Cohen.

## Namensträger

### A
- Aaron Kahn (1841–1926), deutscher Textilunternehmer
- Adolf Kahn (?–1928), deutscher Fabrikant
- Albert Kahn (1860–1940), französischer Bankier
- Albert Kahn (Architekt) (1869–1942), US-amerikanischer Architekt
- Albert E. Kahn (1912–1979), US-amerikanischer Schriftsteller
- Alfred Kahn (1902–1959), deutscher Journalist, Musikkritiker und Musikforscher (1939 nach Shanghai emigriert, seit 1946 in den USA)
- Alfred E. Kahn (1917–2010), US-amerikanischer Wirtschaftswissenschaftler
- Alfred J. Kahn (1919–2009), US-amerikanischer Sozialwissenschaftler und Hochschullehrer
- Alphonse Kahn (1908–1985), deutscher Jurist und Widerstandskämpfer
- Anton Friedrich Kahn (1713–1797), deutscher Fechtmeister
- Arthur Kahn (1850–1928), deutscher Arzt und Schriftsteller
- Ashley Kahn (* 1960), US-amerikanischer Schriftsteller und Musikproduzent
- Axel Kahn (Genetiker) (1944–2021), französischer Genetiker und Autor
- Axel Kahn (Fußballspieler) (* 1965), deutscher Fußballspieler

### B
- Bernard Arnold Kahn (1886–1941), niederländischer Unternehmer, Holocaustopfer
- Bernd Kahn (1928–2023), deutsch-US-amerikanischer Radiochemiker
- Bernhard Kahn (Kaufmann) (1827–1905), deutscher Industrieller, Bankier und Politiker
- Bernhard Kahn (Verbandsfunktionär) (1876–1955), jüdischer Verbandsfunktionär
- Bruno Kahn (* 1958), französischer Mathematiker

### C
- C. Ronald Kahn (* 1944), US-amerikanischer Endokrinologe und Diabetes-Forscher
- Carmen Kahn-Wallerstein (1903–1988), deutsche Schriftstellerin (Emigration in die Schweiz 1933)
- Carol Kahn Strauss (* 1944), US-amerikanische Publizistin und Institutsleiterin
- Cédric Kahn (* 1966), französischer Filmregisseur, Schauspieler und Drehbuchautor
- Charles Harry Kahn (1921–1972), deutschamerikanischer Ökonom und Hochschullehrer
- Charles Henry Kahn (1928–2023), US-amerikanischer Klassischer Philologe und Philosophiehistoriker

### D
- Daniel Kahn (* 1978), US-amerikanischer Musiker, Schauspieler, Regisseur
- David Kahn (1930–2024), US-amerikanischer Historiker, Journalist und Autor
- David Kahn (Sportfunktionär) (* 1961), US-amerikanischer Basketballfunktionär und Sportjournalist
- David Kahn (Triathlet) (* 1983), US-amerikanischer Triathlet
- Deborah Kahn (Malerin), US-amerikanische Malerin, Zeichnerin und Hochschullehrerin
- Deborah Kahn (Kunsthistorikerin) (* 1953), britische Kunst- und Architekturhistorikerin und Hochschullehrerin
- Deborah Kahn-Harris (* 1968), Direktorin des Leo Baeck College
- Didier Kahn (* 1960), französischer Chemiehistoriker
- Dominique Strauss-Kahn (* 1949), französischer Politiker und Direktor des Internationalen Währungsfonds
- Donald Kahn (1925–2013), US-amerikanisch-österreichischer Kunstmäzen
- Doris Egbring-Kahn (1926–2016), deutsche Schauspielerin

### E
- Ed Kahn (1911–1945), US-amerikanischer American-Football-Spieler
- Edgar Kahn (1903–1955), deutscher Schauspiel- und Drehbuchautor
- Ely Jacques Kahn (1884–1972), US-amerikanischer Architekt
- Emil Kahn (Unternehmer) (1832–1896), deutscher Unternehmer und Politiker
- Emil Kahn (1883–1972), deutscher Grafiker und Schriftgestalter, siehe Lucian Bernhard
- Emilie Gavois-Kahn (* 1978), französische Schauspielerin
- Erich Kahn (Maler) (1904–1980), deutsch-britischer Maler, Zeichner, Grafiker
- Erich Itor Kahn (1905–1956), deutscher Musiker
- Ernst Kahn (1884–1959), deutscher Sozialwissenschaftler und Journalist
- Ernst Kahn (1922–2014), lettisch-amerikanischer Zeitzeuge des Holocaust, siehe Ernest Kan
- Eugen Kahn (1887–1973), deutsch-amerikanischer Psychiater

### F
- Ferdinand Kahn (1886–1951), deutscher Rechtsanwalt, Schriftsteller und Journalist
- Ferdinand Helanus Kahn (1788–1864), österreichischer Bischof
- Florence Prag Kahn (1866–1948), US-amerikanische Politikerin
- Franz Kahn (Jurist) (1861–1904), deutscher Jurist und Autor
- Franz Kahn (Zionist) (1895–1944), Zionist, Funktionär des Jüdischen Weltkongresses
- Franz Kahn (Politiker) (1866–1951), Abgeordneter der Provisorischen Landesversammlung Kärnten
- Franz Daniel Kahn (1926–1998), deutscher Astronom
- Friedrich Kahn (1889–1951), deutscher Unternehmer und Erfinder
- Fritz Kahn (Autor) (1888–1968), deutscher Gynäkologe und Autor
- Fritz Kahn (Jurist) (1895–1944), tschechischer Jurist

### G
- Georg Kahn-Ackermann (1918–2008), deutscher Journalist und Politiker (SPD)
- George Kahn (* 1952), US-amerikanischer Pianist
- Guinter Kahn (1934–2014), US-amerikanischer Mediziner
- Gus Kahn (1886–1941), US-amerikanischer Musiker, Liedermacher und Textdichter
- Gustave Kahn (1859–1936), französischer Schriftsteller

### H
- H. Peter Kahn (1921–1997), US-amerikanischer Maler, Zeichner, Kalligraph, Kulturphilosoph und Hochschullehrer
- Hans Kahn (1929–2015), US-amerikanischer Architekt deutscher Herkunft (Emigration 1938)
- Harry Kahn (1883–1970), deutscher Journalist, Schriftsteller, Drehbuchautor und Übersetzer
- Heinrich Kahn (Unternehmer) (1828–1920), deutscher Unternehmer und Firmengründer
- Heinz Kahn (1922–2014), deutscher Tierarzt, Holocaust-Überlebender und Vorsitzender der Jüdischen Gemeinde Koblenz
- Helmut W. Kahn (1922–2005), deutscher Publizist
- Herman Kahn (1922–1983), US-amerikanischer Kybernetiker und Futurologe

### I
- Ian Kahn (* 1972), US-amerikanischer Schauspieler
- Irving Kahn (1905–2015), US-amerikanischer Finanzanalyst
- Irving B. Kahn (1917–1994), US-amerikanischer Erfinder

### J
- Jakob Kahn (1878–1948), deutscher Schneider, Expedient und Politiker (SPD)
- James Kahn (* 1947), US-amerikanischer Autor
- Jared Kahn (* 1982), US-amerikanischer Schauspieler und Filmschaffender
- Jean Kahn (1929–2013), französischer Rechtsanwalt und Menschenrechtler
- Jean-François Kahn (1938–2025), französischer Publizist
- Jeff Kahn (* 1950), US-amerikanischer Mathematiker
- Jenette Kahn (* 1948), US-amerikanische Verlegerin
- Jeremy Kahn (* 1970), US-amerikanischer Mathematiker
- John Kahn (1947–1996), US-amerikanischer Bassist
- Josef Kahn (1839–1915), österreichischer Geistlicher, Bischof von Gurk
- Joseph Kahn (Rabbiner) (1809–1875), deutscher Rabbiner
- Joseph F. Kahn (* 1964), US-amerikanischer Journalist
- Joseph Kahn (Regisseur) (* 1972), US-amerikanischer Regisseur
- Julius Kahn (1861–1924), US-amerikanischer Politiker
- Julius Kahn (Fabrikant) (1883–1943), deutscher Fabrikant (ermordet in Auschwitz)

### K
- Karl Kahn (1900–1966), deutscher Politiker (CSU)

### L
- Leo Kahn (1894–1983), deutsch-israelischer Maler
- Léon Zadoc-Kahn (1870–1943), französischer Arzt
- Leonard Kahn (1926–2012), US-amerikanischer Elektroingenieur
- Lewis Kahn (1946–2019), US-amerikanischer Salsa- und Jazzmusiker
- Lisa Kahn (1927–2013), deutsch-amerikanische Germanistin und Lyrikerin
- Louis Kahn (Marineoffizier) (1895–1967), französischer Marineoffizier und Ingenieur
- Louis I. Kahn (1901–1974), US-amerikanischer Architekt und Stadtplaner
- Ludwig Kahn (1910–2007), deutsch-amerikanischer Germanist

### M
- Madeline Kahn (1942–1999), US-amerikanische Schauspielerin
- Margarethe Kahn (1880–1942), deutsche Mathematikerin
- Max Kahn (1857–1939), deutscher Maler
- Meier Kahn (1886–1943), deutscher Jurist, Opfer des Nationalsozialismus
- Michael Kahn (Fabrikant) (1798–1861), deutscher Fabrikant
- Michael Kahn (* 1930), US-amerikanischer Filmeditor
- Michael Kahn (Theaterdirektor), US-amerikanischer Theaterdirektor
- Michael Kahn-Ackermann (* 1946), deutscher Sinologe
- Misha Kahn (* 1989), amerikanischer Designer und Künstler
- Moriz Kahn (1890–1943), deutscher Tierarzt und NS-Opfer
- Morris Kahn (* 1930), israelischer Unternehmer
- Moshe Kahn (* 1942), deutscher Publizist und Übersetzer

### N
- Nathaniel Kahn (* 1962), US-amerikanischer Drehbuchautor, Regisseur und Filmproduzent
- Norman Kahn (1924–1953), US-amerikanischer Musiker, siehe Tiny Kahn

### O
- Oliver Kahn (* 1969), deutscher Fußballtorwart und Fußballfunktionär
- Olivier Kahn (1942–1999), französischer Chemiker und Hochschullehrer
- Otto Kahn-Freund (1900–1979), deutscher Jurist
- Otto Erich Kahn (1908–1977), Angehöriger der Waffen-SS
- Otto Hermann Kahn (1867–1934), US-amerikanischer Bankier und Mäzen

### P
- Paul Kahn (Fabrikant) (1869–1942), deutscher Fabrikant, Handelsrichter und NS-Opfer
- Paul Kahn (Jurist) (1886–1967), deutscher Jurist und Rechtsanwalt
- Paul W. Kahn (* 1952), US-amerikanischer Rechtswissenschaftler und Hochschullehrer
- Peter Kahn (Bankmanager) (* 1940), deutscher Bankmanager
- Peter B. Kahn (1935–2016), US-amerikanischer Physiker, Mathematiker und Hochschullehrer
- Peter H. Kahn (* um 1955), US-amerikanischer Psychologe und Hochschullehrer
- Peter J. Kahn (* um 1939), US-amerikanischer Mathematiker und Hochschullehrer
- Philippe Kahn (* 1952), französisch-amerikanischer Unternehmer

### R
- Reinhard Kahn (* 1941),  deutscher Filmemacher
- Reuben Leon Kahn (1887–1979), US-amerikanischer Immunologe
- Richard Kahn (Unternehmer) (1890–nach 1933), deutscher Unternehmer
- Richard Kahn (Wirtschaftswissenschaftler) (1905–1989), britischer Wirtschaftswissenschaftler
- Richard Kahn (Filmmanager) (1929–2025), US-amerikanischer Publizist und Filmmanager
- Richard C. Kahn (1897–1960), US-amerikanischer Filmregisseur
- Robert Kahn (Komponist) (Robert August Kahn; 1865–1951), deutscher Komponist und Musikpädagoge
- Robert Kahn (Widerstandskämpfer) (1908–1944), französischer Widerstandskämpfer
- Robert Kahn (Germanist) (Robert Ludwig Kahn; 1923–1970), deutscher Germanist und Lyriker
- Robert Kahn (Übersetzer) (1954–2020), französischer Übersetzer
- Robert E. Kahn (Robert Elliot Kahn; * 1938), US-amerikanischer Informatiker
- Robert L. Kahn (Robert Louis Kahn; 1918–2019), US-amerikanischer Sozialpsychologe
- Robin Kahn (* 1961), US-amerikanische Autorin, Konzeptkünstlerin und Kuratorin
- Roger Wolfe Kahn (1907–1962), US-amerikanischer Saxophonist, Bandleader und Komponist
- Rolf Kahn (* 1943), deutscher Redakteur und Fußballspieler
- Rudolf Kahn, eigentlicher Name von Alfred R. Kandler (1900–1974), deutscher Textilunternehmer (1941 Emigration in die USA)
- Rudolf Kahn (1905–1974), deutsch-israelischer Jurist und Anwalt (Emigration 1939)

### S
- Salomon Kahn (1854–1931), französischer Rabbiner und Historiker
- Sepp Kahn (1952–2024), österreichischer Autor
- Sheldon Kahn (* 1940), US-amerikanischer Filmeditor
- Siegbert Kahn (1909–1976), deutscher Ökonom
- Simone Rachel Kahn (1897–1980), französische Frauenrechtlerin und Galeristin, siehe Simone Breton

### T
- Tiny Kahn (1924–1953), US-amerikanischer Musiker

### V
- Victor Kahn (1889–1971), französischer Schachspieler russischer Herkunft
- Victoria Kahn (* 1952), US-amerikanische Literaturwissenschaftlerin

### W
- Wally Kahn (1926–2015), britischer Segelflieger
- Walter Kahn (1911–2009), deutscher Unternehmer
- Wilhelm Kahn (Unternehmer) (1874–1936), deutscher Unternehmer und Kommunalpolitiker
- William Kahn (Regisseur) (1888–1941/1943), deutscher Filmregisseur, Drehbuchautor und Produzent
- William Kahn (Schauspieler) († 1959), US-amerikanischer Schauspieler
- Wolf Kahn (1927–2020), US-amerikanischer Maler deutscher Herkunft
- Wolfgang Kahn (1814–1888), deutscher Seifenfabrikant, Vorsteher der Israelitischen Kultusgemeinde St. Ingbert und Kommunalpolitiker

### Z
- Zadoc Kahn (1839–1905), französischer Großrabbiner